# タクシー数
n 番目のタクシー数（タクシーすう、taxicab number、Ta(n)もしくはTaxicab(n)と表記される）とは、2つの立方数の和として n 通りに表される最小の正の整数と定義される。1954年にゴッドフレイ・ハロルド・ハーディとエドワード・メートランド・ライトが全ての正の整数 n に対し、Ta(n)が存在することを示した。その証明を利用すれば「2つの立方数の和として n 通りに表される正の整数」を見つけることはできる。ただしそれが最小の数であるかは保証されていないため、Ta(n)であるとは限らない。
「タクシー数」と言う名前はハーディが乗ったタクシーの番号1729についてそれがTa(2)であることをシュリニヴァーサ・ラマヌジャンが指摘したエピソードから来ている（後述）。そのため、この数の問題とタクシーとの関連は全く無い。
なお、ここでの立方数は正の整数のみを考える。0と負の整数も含めるときは、名前の「taxicab」をひっくり返してキャブタクシー数と呼ばれる。

## 概要
与えられた正の整数 N に対し、不定方程式
{\displaystyle x^{3}+y^{3}=N}
の整数解 y ≥ x > 0 の個数は明らかに有限個である（0 < y3 < N であるため）。これを s(N) とおく。Ta(n) は s(N) ≥ n となる最小の N である。
任意の n に対して s(N) ≥ n となる整数 N が存在することが知られており、したがって Ta(n) は存在する。実際 m を正の整数とすると
{\displaystyle x^{3}+y^{3}=m}
は楕円曲線なので、階数が正ならば無限個の有理点を持つ。さらに、このとき有理点の全体は実数点の中で稠密となる。よって、その中には無限個の正の有理点が存在する。それらから任意の個数の有理点 {\displaystyle (x_{i}/d_{i},y_{i}/d_{i})(i=1,2,\ldots ,k)} を選んで分母を払うことにより
{\displaystyle (x_{i}D_{i})^{3}+(y_{i}D_{i})^{3}=md_{1}^{3}d_{2}^{3}\cdots d_{k}^{3},D_{i}=(d_{1}d_{2}\cdots d_{k})/d_{i}}
が成り立つ。 {\displaystyle N=md_{1}^{3}d_{2}^{3}\cdots d_{k}^{3}} ととれば {\displaystyle s(N)\geq k} が成り立つ。m = 7, 9 などに対して上記の曲線の階数は正なので、ここから s(N) がいくらでも大きなものを得ることができる。よって任意の正の整数に対して Ta(n) は確かに存在する。
一般に F が3次形式で
{\displaystyle F(x,y)=m_{0}}
が階数 r の楕円曲線を与えているとき、
{\displaystyle F(x,y)=m,m=m_{0}d^{3}}
の解の個数が > c(log m)r/(r+2) となる m が無数に存在する（c> 0 は F と m0 のみに依存し d には依存しない）。
{\displaystyle x^{3}+y^{3}=657}
は階数3を持つことが知られている（実際 (17/2, -7/2), (163/19, 56/19), (3439/223, -3220/223) が生成元となる）。よって
{\displaystyle s(N)>c\log ^{3/5}N}
となる N が無数に存在する。したがって
{\displaystyle {\text{Ta}}(n)<\exp(cn^{5/3})}
が無数の n に対して成り立つ。

## 既知のタクシー数
現在までに以下の6つのタクシー数が知られている（オンライン整数列大辞典の数列 A011541参照）。
{\displaystyle {\begin{aligned}\operatorname {Ta} (1)=2&=1^{3}+1^{3}\end{aligned}}}
{\displaystyle {\begin{aligned}\operatorname {Ta} (2)=1729&=1^{3}+12^{3}\\&=9^{3}+10^{3}\end{aligned}}}
{\displaystyle {\begin{aligned}\operatorname {Ta} (3)=87539319&=167^{3}+436^{3}\\&=228^{3}+423^{3}\\&=255^{3}+414^{3}\end{aligned}}}
{\displaystyle {\begin{aligned}\operatorname {Ta} (4)=6963472309248&=2421^{3}+19083^{3}\\&=5436^{3}+18948^{3}\\&=10200^{3}+18072^{3}\\&=13322^{3}+16630^{3}\end{aligned}}}
{\displaystyle {\begin{aligned}\operatorname {Ta} (5)=48988659276962496&=38787^{3}+365757^{3}\\&=107839^{3}+362753^{3}\\&=205292^{3}+342952^{3}\\&=221424^{3}+336588^{3}\\&=231518^{3}+331954^{3}\end{aligned}}}
{\displaystyle {\begin{aligned}\operatorname {Ta} (6)=24153319581254312065344&=582162^{3}+28906206^{3}\\&=3064173^{3}+28894803^{3}\\&=8519281^{3}+28657487^{3}\\&=16218068^{3}+27093208^{3}\\&=17492496^{3}+26590452^{3}\\&=18289922^{3}+26224366^{3}\end{aligned}}}

## タクシー数の上限
以下の数字は7通り～12通りの2つの立方数の和で表せる数である。これらがタクシー数そのものである可能性はあるが、証明はされていない。つまり、Ta(7)からTa(12)の上限となる。
{\displaystyle {\begin{aligned}\operatorname {Ta} (7)\leq 24885189317885898975235988544&=2648660966^{3}+1847282122^{3}\\&=2685635652^{3}+1766742096^{3}\\&=2736414008^{3}+1638024868^{3}\\&=2894406187^{3}+860447381^{3}\\&=2915734948^{3}+459531128^{3}\\&=2918375103^{3}+309481473^{3}\\&=2919526806^{3}+58798362^{3}\end{aligned}}}
{\displaystyle {\begin{aligned}\operatorname {Ta} (8)\leq 50974398750539071400590819921724352&=299512063576^{3}+288873662876^{3}\\&=336379942682^{3}+234604829494^{3}\\&=341075727804^{3}+224376246192^{3}\\&=347524579016^{3}+208029158236^{3}\\&=367589585749^{3}+109276817387^{3}\\&=370298338396^{3}+58360453256^{3}\\&=370633638081^{3}+39304147071^{3}\\&=370779904362^{3}+7467391974^{3}\end{aligned}}}
{\displaystyle {\begin{aligned}\operatorname {Ta} (9)\leq 136897813798023990395783317207361432493888&=41632176837064^{3}+40153439139764^{3}\\&=46756812032798^{3}+32610071299666^{3}\\&=47409526164756^{3}+31188298220688^{3}\\&=48305916483224^{3}+28916052994804^{3}\\&=51094952419111^{3}+15189477616793^{3}\\&=51471469037044^{3}+8112103002584^{3}\\&=51518075693259^{3}+5463276442869^{3}\\&=51530042142656^{3}+4076877805588^{3}\\&=51538406706318^{3}+1037967484386^{3}\end{aligned}}}
{\displaystyle {\begin{aligned}\operatorname {Ta} (10)&\leq 7335345315241855602572782233444632535674275447104\\&=15695330667573128^{3}+15137846555691028^{3}\\&=17627318136364846^{3}+12293996879974082^{3}\\&=17873391364113012^{3}+11757988429199376^{3}\\&=18211330514175448^{3}+10901351979041108^{3}\\&=19262797062004847^{3}+5726433061530961^{3}\\&=19404743826965588^{3}+3058262831974168^{3}\\&=19422314536358643^{3}+2059655218961613^{3}\\&=19426825887781312^{3}+1536982932706676^{3}\\&=19429379778270560^{3}+904069333568884^{3}\\&=19429979328281886^{3}+391313741613522^{3}\end{aligned}}}
{\displaystyle {\begin{aligned}\operatorname {Ta} (11)&\leq 87039729655193781808322993393446581825405320183232000\\&=381087194739069520^{3}+316469686016945240^{3}\\&=385744811881975000^{3}+309479752750029680^{3}\\&=390662458762053660^{3}+301539992238035460^{3}\\&=392138457234189120^{3}+299032406381730840^{3}\\&=426267111265435440^{3}+212424209933109720^{3}\\&=426887616463852180^{3}+209891877907138700^{3}\\&=428126038425768228^{3}+204623083640747772^{3}\\&=438609133406051160^{3}+138573856797762960^{3}\\&=439653507772479000^{3}+127174000598779680^{3}\\&=443138459854855128^{3}+27089483598685872^{3}\\&=443171971973855943^{3}+5134510178400057^{3}\end{aligned}}}
{\displaystyle {\begin{aligned}\operatorname {Ta} (12)&\leq 16119148654034302034428760115512552827992287460693283776000\\&=21721970100126962640^{3}+18038772102965878680^{3}\\&=21987454277272575000^{3}+17640345906751691760^{3}\\&=22267760149437058620^{3}+17187779557568021220^{3}\\&=22351892062348779840^{3}+17044847163758657880^{3}\\&=24297225342129820080^{3}+12108179966187254040^{3}\\&=24332594138439574260^{3}+11963837040706905900^{3}\\&=24403184190268788996^{3}+11663515767522623004^{3}\\&=25000720604144916120^{3}+7898709837472488720^{3}\\&=25060249943031303000^{3}+7248918034130441760^{3}\\&=25258892211726742296^{3}+1544100565125094704^{3}\\&=25260575914339118080^{3}+771180546485662040^{3}\\&=25260802402509788751^{3}+292667080168803249^{3}\end{aligned}}}

## 発見の歴史
ハーディ・ラマヌジャン数として知られるTa(2)は1657年にバーナード・フラン・ベッシーによって他のいくつかの2つの立方数の和で2通りに表せる数とともに見出された。レオンハルト・オイラーは
{\displaystyle X^{3}+Y^{3}=Z^{3}+W^{3}}
の有理数解の一般解を与えており、その後アドルフ・フルヴィッツはそれを単純化した：
{\displaystyle X=t(1-(a-3b)(a^{2}+3b^{2})),Y=t((a+3b)(a^{2}+3b^{2})-1),Z=t((a+3b)-(a^{2}+3b^{2})^{2}),W=t((a^{2}+3b^{2})^{2}-(a-3b)).}
ただしこの公式から、すべての整数解を与える公式が導かれるわけではない。t, a, b が整数ならばこの公式は整数解を与えるが、それがすべての整数解を与えるわけではないからである。たとえば Ta(2) は (a, b, t) = (10/19, −7/19, −361/42) に対応しており t, a, b が整数であるものからは与えられない（もちろん t, a, b をうまく与えることでどの整数解も得られるが、整数解に対応する t, a, b がどのようなものかは明らかではない）。またオイラーは
{\displaystyle (9t^{4})^{3}+(9t^{3}+1)^{3}=(9t^{4}+3t)^{3}+1}
を発見している（t = 1 とおくとタクシー数を得る）。
Ta(2) は後にハーディとラマヌジャンのエピソードによって不滅のものとなった。ハーディによれば
| 「 | 私は彼をパットニーの療養所に見舞ったことを覚えている。私はナンバーが1729のタクシーに乗り、その数は無味乾燥なもののように思え、それが不吉なことの前兆でないことを願っていた。しかし彼は「そんなことはありません、とても興味深い数字です。それは2通りの2つの立方数の和で表せる最小の数です」と返した。 | 」 |

ラマヌジャンは1913年に無限個の整数解を与える公式
{\displaystyle (6A^{2}-4AB+4B^{2})^{3}+(-3A^{2}-5AB+5B^{2})^{3}=(4A^{2}-4AB+6B^{2})^{3}+(5A^{2}-5AB-3B^{2})^{3}}
を発見し、その後オイラーの一般有理解と等価な一般有理解の公式を得ている。またラマヌジャンの遺稿には
{\displaystyle X^{3}+Y^{3}=Z^{3}\pm 1}
の無限個の整数解を得る（オイラーとは別の）方法が述べられている。
ラマヌジャンやハーディー・ライトがタクシー数の解法を示して以降は、コンピュータによる発見が常となった。ジョン・リーチは1957年にTa(3)を発見した。1991年にはE・ローゼンスティール、J・A・ダーディス、C・R・ローゼンスティールがTa(4)を発見。J・A・ダーディスは1994年にTa(5)を発見し、1999年にデービッド・W・ウィルソンによって確認された。Ta(6)はウーヴェ・ホラーバッハによって2008年3月9日にメーリングリストNMBRTHRYに発見が報告されたが、これは2003年に Claude et al. によって99％の確率でTa(6)であろうとされていたものだった。2006年にはクリスチャン・ボワイエによってTa(7)からTa(12)までの上限が与えられた。2008年にはクリスチャン・ボワイエとJaroslaw WroblewskiによってTa(11)からTa(22)までの上限が更新された。
より制限をかけた形でのタクシー問題は、タクシー数がcubefreeである、つまり13以外の立方数で割り切れない場合である。 cubefreeなタクシー数 T が T = x3+y3と書かれるとき、全ての組 (x, y) に対して x, y は互いに素である。先述したタクシー数の中では、Ta(1)とTa(2)だけがcubefreeなタクシー数である。3通りに表される最小のcubefreeなタクシー数は、1981年に大学院生だったポール・ボイタによって発見された（未発表）。これは以下の通りである。
15170835645
= 5173 + 24683
= 7093 + 24563
= 17333 + 21523.
4通りに表される最小のcubefreeなタクシー数は、2003年にダンカン・ムーアとスチュアート・ギャスコインによって独立に発見された。以下の通り。
1801049058342701083
= 922273 + 12165003
= 1366353 + 12161023
= 3419953 + 12076023
= 6002593 + 11658843.
（オンライン整数列大辞典の数列 A080642参照）
上記の通り制限のない場合には s(N) はいくらでも大きくできるが、N が立方因子をもたないとき、
{\displaystyle x^{3}+y^{3}=N}
の解の個数をどこまで大きくできるかは未だわかっていない。この方程式のあらわす楕円曲線の階数を r(N) とすると
{\displaystyle s(N)<c^{r(N)}}
となる絶対定数 c が存在する。 N が大きいときは
{\displaystyle s(N)<9(15^{r(N)}+1)}
が成り立つ。